# 五更飯

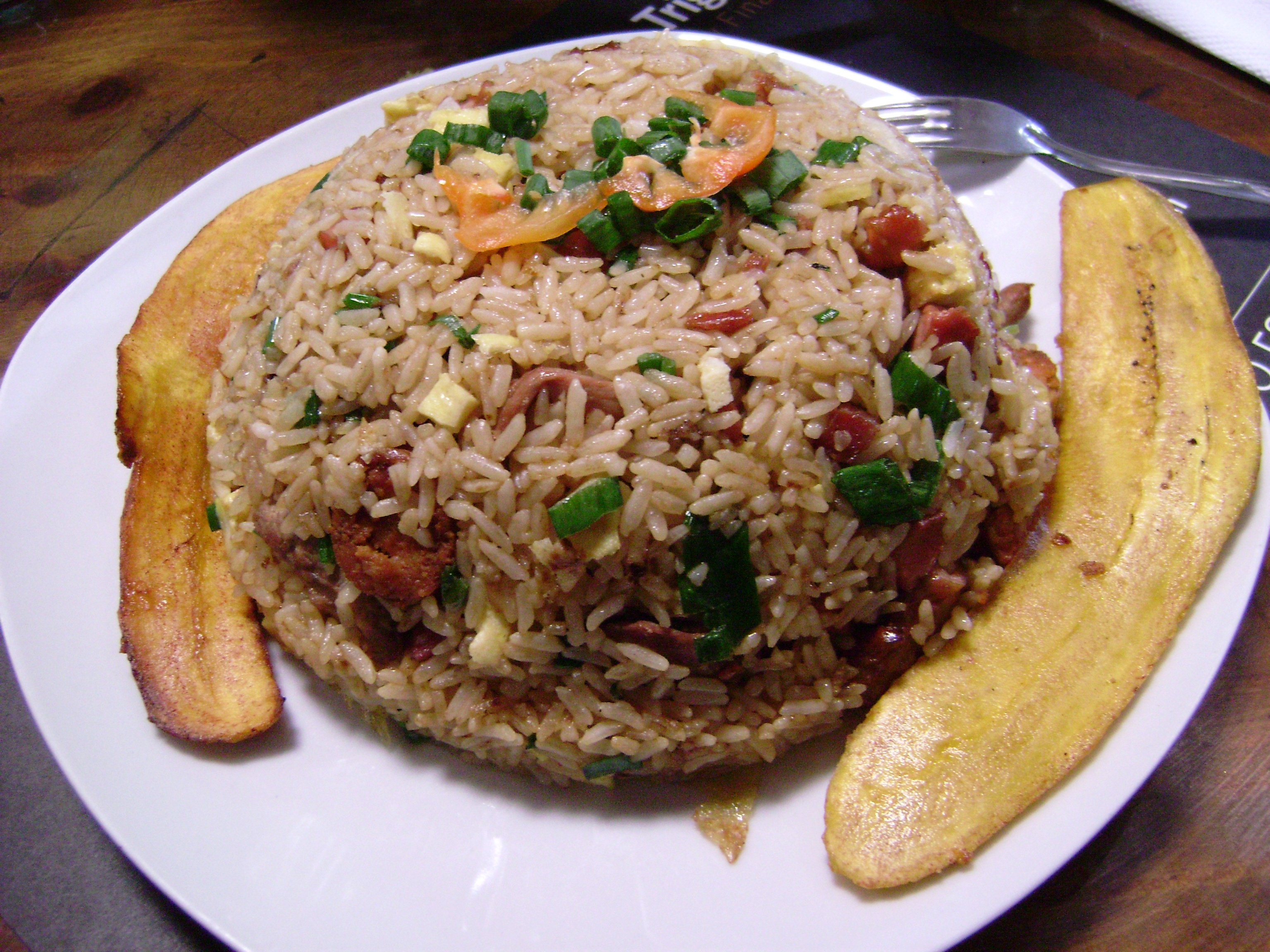
圖中配上兩片香蕉切片

五更飯是廣東一種傳統食制，因需於五更天（即凌晨三時至五時）食用而得名。被認為有补中益气，祛风寒、健脾胃的功效，對病人及坐月的產婦很有幫助。五更飯可以是蒸飯或炒飯，配以不同材料如生姜、鸡蛋等。材料亦可以按自己口味，章魚田雞飯、炒薑飯、黃鱔飯、雞肉飯、章魚排骨飯等等。